# Maison au 71, Stadtrain à Westhoffen
La maison au 71, Stadtrain est un monument historique situé à Westhoffen, dans le département français du Bas-Rhin.

## Localisation
Ce bâtiment est situé au 71, Stadtrain à Westhoffen.

## Historique
L'édifice fait l'objet d'une inscription au titre des monuments historiques depuis 1934.

## Architecture

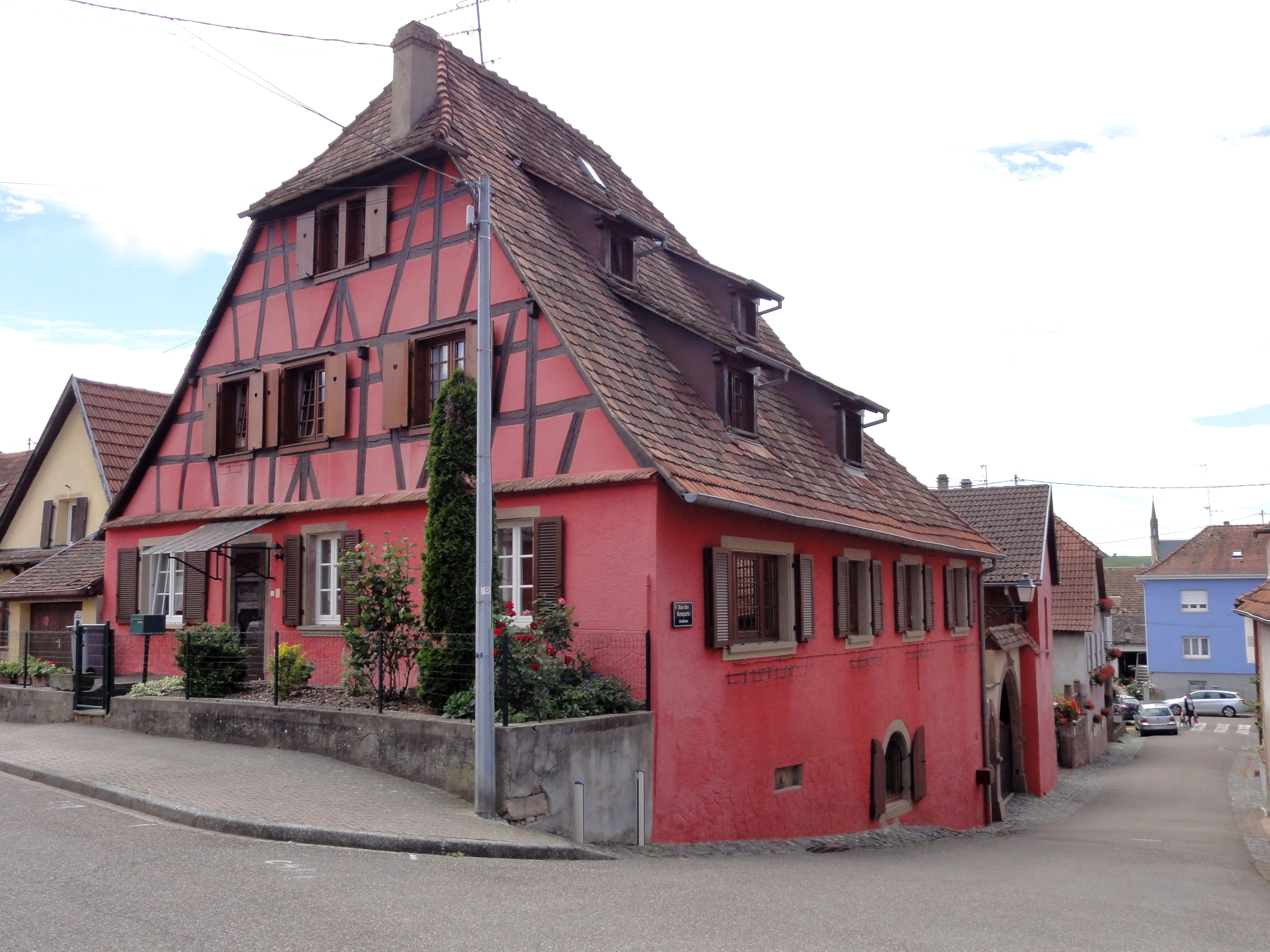